# PORNO GRAFFITTI BEST BLUE'S
『PORNO GRAFFITTI BEST BLUE'S』（ポルノグラフィティ・ベスト・ブルーズ）は、ポルノグラフィティのベストアルバム。2004年7月28日にSME Recordsより『PORNO GRAFFITTI BEST RED'S』と同時リリースされた。

## 概要
2004年9月8日にデビュー5周年を迎えるポルノグラフィティがリリースした初のベストアルバムで、『PORNO GRAFFITTI BEST RED'S』と2作同時リリース。
本作のリリース発表から約1か月後の6月22日にTamaが脱退を表明したが、リリース当時の公式サイト等には「これまでの三人の作品ですので、雑誌掲載等は三人の写真とさせて頂きます。」との断りがあり、三人体制でのポルノグラフィティの総決算とも言える作品となった。
本作のキーワードは「COOL（哀愁）」で、「アポロ」「アゲハ蝶」「メリッサ」をはじめ哀愁系のシングル7曲、アルバムやライヴでの人気曲5曲と、未発表曲の「まほろば○△」を加えた13曲が最新マスタリングで収録されている。
ジャケットや歌詞カードはリンゴをモチーフとしており、タイトルは「BLUE（青色）」であるが、青リンゴの色である緑色を基調としている。初回仕様限定盤の歌詞カードの写真は通常盤とは異なり、表はカットされていないリンゴ、裏は半分にカットされたリンゴとなっている。歌詞カード内のメンバー三人の写真は、それぞれがリンゴを持って撮影したものが使用されている。
初回仕様限定盤はデジパック仕様で、ジャケットのタイトル部分が内側に凹むエンボス加工により立体的になっている。また、『PORNO GRAFFITTI BEST RED'S』との初回ダブル購入特典として、抽選で合計200名に「愛が呼ぶほうへ（RED'S賞）」または「ハート（BLUE'S賞）」の特製オルゴールが当たる応募券が同封された。
当初はレーベルゲートCD2（LGCD2）規格でリリースされたが、同年11月にSMEがCCCD（LGCD2も含む）からの撤退を発表。その後2005年7月27日に通常のCD-DA規格で再リリースされ、現在店頭で販売されているものはほとんどがCD-DAになった。後に台湾や香港でもリリースされたが、現地盤はCD-DA仕様にて発売された。

## 記録
2004年8月9日付のオリコン週間アルバムランキングでポルノグラフィティのアルバムとして初の1位を獲得。『PORNO GRAFFITTI BEST RED'S』とともに同日付のオリコン週間アルバムランキング1位・2位を独占し、その後3週連続で2作同時TOP3入りを記録した。同一アーティストによる3週連続のオリコンアルバムチャート2作同時TOP3入りは、イエロー・マジック・オーケストラの『増殖』『ソリッド・ステイト・サヴァイヴァー』が記録して以来、24年2か月ぶりの快挙となった。

## 収録曲
- 既発曲の詳細は各項目を参照。

| #         | タイトル               | 作詞      | 作曲      | 編曲                         | 時間  |
| --------- | ---------------------- | --------- | --------- | ---------------------------- | ----- |
| 1.        | 「アポロ」             | ハルイチ  | ak.homma  | ak.homma                     | 4:19  |
| 2.        | 「サボテン」           | ハルイチ  | シラタマ  | ak.homma                     | 4:51  |
| 3.        | 「オレ、天使」         | ハルイチ  | シラタマ  | ak.homma                     | 3:55  |
| 4.        | 「アゲハ蝶」           | ハルイチ  | ak.homma  | ak.homma                     | 4:40  |
| 5.        | 「ラビュー・ラビュー」 | ハルイチ  | シラタマ  | ak.homma                     | 4:33  |
| 6.        | 「音のない森」         | 岡野昭仁  | 岡野昭仁  | ak.homma, ポルノグラフィティ | 4:54  |
| 7.        | 「渦」                 | 新藤晴一  | Tama      | ak.homma, ポルノグラフィティ | 4:46  |
| 8.        | 「ヒトリノ夜」         | ハルイチ  | ak.homma  | ak.homma                     | 4:04  |
| 9.        | 「ハート」             | 新藤晴一  | Tama      | ak.homma, ポルノグラフィティ | 4:52  |
| 10.       | 「パレット」           | 新藤晴一  | ak.homma  | ak.homma, ポルノグラフィティ | 5:03  |
| 11.       | 「カルマの坂」         | 新藤晴一  | ak.homma  | ak.homma, ポルノグラフィティ | 5:13  |
| 12.       | 「メリッサ」           | 新藤晴一  | ak.homma  | ak.homma, ポルノグラフィティ | 4:31  |
| 13.       | 「まほろば○△」         | 新藤晴一  | 新藤晴一  | ak.homma, ポルノグラフィティ | 3:53  |
| 合計時間: | 合計時間:              | 合計時間: | 合計時間: | 合計時間:                    | 59:34 |

## 演奏参加
Porno Graffitti
- 岡野昭仁：Vocal, Chorus, Acoustic Guitar
- 新藤晴一：Electric&Acoustic Guitar, Chorus
- Tama：Electric&Acoustic Bass, Chorus, Trumpet

Additional Musicians（#13）
- Synthesist：飯田高広
- All Other Instruments：本間昭光